# لاوری اینگمان
لاوری اینگمان (انگلیسی: Lauri Ingman؛ ۳۰ ژوئن ۱۸۶۸ – ۲۵ اکتبر ۱۹۳۴) یک سیاست‌مدار اهل فنلاند بود.